# Janez Marič
Janez Marič (10 de agosto de 1975 en Kranj, Eslovenia) es una atleta de biatlón de origen  esloveno. Marič representó a Eslovenia en los Juegos Olímpicos de Salt Lake City 2002, Turín 2006, Vancouver 2010 y en Sochi 2014.

## Resultados

### Juegos Olímpicos
| Año  | Sede           | Representando | Evento              | Posición |
| ---- | -------------- | ------------- | ------------------- | -------- |
| 2002 | Salt Lake City | Eslovenia     | Velocidad 10 km     | 44.º     |
| 2002 | Salt Lake City | Eslovenia     | Persecución 12,5 km | 38.º     |
| 2002 | Salt Lake City | Eslovenia     | Individual 20 km    | 43.º     |
| 2002 | Salt Lake City | Eslovenia     | Relevos 4 × 7,5 km  | 10.º     |
| 2006 | Turín          | Eslovenia     | Velocidad 10 km     | 36º      |
| 2006 | Turín          | Eslovenia     | Persecución 12,5 km | 37.º     |
| 2006 | Turín          | Eslovenia     | Individual 20 km    | 40.º     |
| 2006 | Turín          | Eslovenia     | Relevos 4 × 7,5 km  | 10.º     |
| 2010 | Vancouver      | Eslovenia     | Velocidad 10 km     | 27.º     |
| 2010 | Vancouver      | Eslovenia     | Persecución 12,5 km | 47.º     |
| 2010 | Vancouver      | Eslovenia     | Individual 20 km    | 62.º     |
| 2010 | Vancouver      | Eslovenia     | Relevos 4 x 7,5 km  | 17.º     |